# Yo soy tu gominola
«Yo soy tu gominola» (más conocida como Osito gominola) es una canción de origen alemán compuesta por Christian Schneider y distribuida por Gummibär Internacional. La canción fue traducida en 35 idiomas y se propagó en todo el mundo gracias a YouTube.

## Múltiples idiomas
"Yo Soy Tu Gominola" fue traducido en 45 idiomas los cuales son:
| Lengua?                  | Nombre                                   | ¿Comercial? | Video |
| ------------------------ | ---------------------------------------- | ----------- | ----- |
| Húngaro                  | Itt van a Gummimaci                      | No          | hj    |
| Checo                    | Jsem pouze z gumy méďa                   | No          | hy    |
| Holandés                 | Ik ben een Gummibeer                     | No          | th    |
| Francés                  | Je m'appelle Funny Bear                  | No          | ghr   |
| Alemán                   | Ich bin Dein Gummibär                    | No          | fg    |
| Turco                    | Küçük Bir Ayıcığım (I'm a Little Bear)   | No          | fg    |
| Griego (v1)              | Thá 'mai kaló paidí (Θα 'μαι καλό παιδί) | No          | rg    |
| Griego (v2)              | Parizáki Ifantís (Παριζάκι Υφαντής)      | Sí          | rg    |
| Hebreo                   | Ani Gami ber (אני גאמי בר)               | No          | fgh   |
| Irlandés                 | Is mise an Gummy Bear                    | No          | dg    |
| Búlgaro                  | Sas Mecho Gummy Dnes                     | No          | rdg   |
| Polaco                   | Ja jestem Gumi Miś                       | No          | dg    |
| Noruego                  | Jeg er en Gummi Bjørn                    | No          | dfg   |
| Portugués brasileño (v1) | Eu Sou O Gummy Bear                      | No          | edgf  |
| Portugués brasileño (v2) | Eu sou o ursinho gummy                   | No          | th    |
| Portugués Europeo        | Eu sou Ursinho Gummy                     | No          | rg    |
| Ruso                     | Ya mishka Gummy Bear (Я мишка Гумми Бер) | No          | reg   |
| Eslovaco                 | Ja som len z gumy macko                  | No          | rhy   |
| Suiza                    | Ich Bin En Gummibar                      | No          | deg   |
| Finlandia                | Nalle-Nami                               | No          | deg   |
| Romania                  | Mă cheamă Gummy Bear                     | No          | deg   |
| Inglés                   | I'm A Gummy Bear (The Gummy Bear Song)   | Si          | rth   |
| Español                  | Yo Soy Tu Gominola                       | No          | th    |
| Sueco                    | Jag är en Gummibjörn                     | No          | rge   |
| Japonés                  | 僕はグミベル (Boku wa Gumibea)           | No          | rgr   |
| Italiano                 | Io Sono Gummybear                        | No          | n5w1  |
| Espanglish               | Yo Soy Tu Gummy Bear                     | No          | Tmr9  |
| Chino Mandarín           | 粘粘雄 (Zhān zhān xióng)                 | No          | tEYq  |
| Cantonés                 | 粘熊猫 (Zhān xióngmāo)                   | No          | 2eC0  |
| Coreano                  | 구미 베어 노래 (gumi beeo nolae)         | No          | h0ID  |
| Tailandés                | เพลงหมีเหนียว (Phelon h̄mī h̄enīyw)          | No          | vFx5  |
| Vietnamita               | Bài Hát Gấu Nho (Song Bear Grapes)       | No          | wrVh  |
| Luxemburgués             | Isch Bin De Jummibär                     | No          | icWl  |
| Hindi                    | मैं हूँ गमीबेर                                 | No          |       |
| Serbia                   | Gumi Medo                                | No          |       |
| Holandés                 | Ik Ben Een GummiBeer                     | No          |       |
| Indonesia                | Ako Gummy Bear                           | No          |       |
| Danes                    | Jeg Er En Gummibjorn                     | No          |       |
| Tamil                    | Nanbenda Gummi                           | No          |       |
| Patois                   | I Be Ah Gommi Bear                       | No          |       |
| Klingon                  | toH ngalbogh mIl'oD jIH                  | No          |       |
| Xhosa                    | I Xhulo Le Gummibar                      | No          |       |
| Urdu                     | گمی بھالو                                | No          |       |
| Afrikáans                | Ek is ´n Gummibar"                       | No          |       |

## Éxito musical
La versión original húngara fue ringtone n.º 1 por ocho meses mientras el álbum fue top 20. En la primavera de 2007 "Ich bin dein Gummibär" fue escuchada por cinco semanas en los Singles Top 100 de Alemania entrando a la posición 69 donde llegó a su punto máximo por 3 semanas. "Ich bin dein Gummibär" también fue lanzado en doble CD Mallorca Party 2007.
Estuvo diecisiete semanas en el Top 60 de Singles de Suecia, donde llegó al número 11 en diciembre de 2007.
En diciembre de 2007 entró en la lista Top 50 Singles Australia, donde ingresó en la posición 13 y llegó a su punto máximo en el número 12, donde permaneció durante 2 semanas.

### Listas
| Lista (2007) | Posición más alta |
| ------------ | ----------------- |
| Australia    | 12                |
| Alemania     | 69                |
| Suecia       | 11                |
| Lista (2009) | Posición más alta |
| Chile        | 8                 |

## Videoclip
La canción fue traducida en 45 idiomas con su correspondiente vídeo con una imagen emo imagen de dibujo animado de un oso hecho de caramelo de goma, que rebota por doquier y baila breakdance.También aparecen escenas graciosas en las que el osito aparece en cámara montado sobre un toro en mecánico,en un coche saltando al ritmo de la canción,o tiras de periódico en las que aparecen recintos,calles en las que aparece el osito bailando en pantallas de televisión y el Camp Nou dando a entender que el oso dio un concierto allí. "¡Oh I Am A Gummy Bear, Yes I Am A Gummy Bear" son los estribillos más comunes y conocidos de esta canción.
El Osito Gominola generalmente está desnudo, vestido solo con calzones amarillos y zapatillas. El Osito Gominola también parece haber sido mordido en una pequeña porción de la parte superior de la oreja izquierda que falta, lo que puede ser porque la canción es de unos dulces. La parte de su boca permite el antropomorfismo. Su bigote y perilla son de corteza de azúcar y solo tiene dos pequeños dientes muy espaciados entre sí en su mandíbula inferior. 
El video, de 30 segundos de animación CGI pop en Softimage XSI, fue dirigido, diseñado y animado por Peter Dodd y producido a través de Wilfilm en Copenhague para Ministry of Sound GmbH en Berlín.
Para junio de 2017, el vídeo de esta canción alcanzó los mil millones de reproducciones en YouTube.[cita requerida]

## Comercialización
Además de todas las canciones y los tonos de llamada para la venta hay una línea de productos tanto para adultos como para niños, así como tazas de café con imágenes de Gummibar o frases de la canción.